# ホーリネス・リバイバル
ホーリネス・リバイバルは中田重治監督の指導の下にあった日本のホーリネス教会（東洋宣教会ホーリネス教会）で大正中期（大正8年-9年）と昭和初期（昭和5年-8年）に起こった大規模なリバイバル（信仰復興運動）のこと。ホーリネス内部では、大正のリバイバルを「信仰のリバイバル」、昭和のリバイバルを「望みのリバイバル」と称して、ホーリネス教会史の中に位置づようとする立場がある。

## 大正のリバイバル

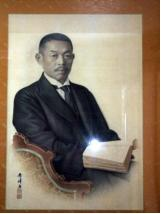
大正時代のリバイバリスト柘植不知人

大正のリバイバルは、秋山由五郎と柘植不知人というホーリネス教会からは独立した伝道者達がきっかけを作り、これにホーリネスの教会員が引き込まれていった運動である。
1919年11月17日に、秋山由五郎と柘植不知人と小原十三司と鈴木仙之助らは、信州飯田の教会の伝道会のために淀橋教会で徹夜祈祷会を開催した。祈祷会の途中午前2時30分頃、祈っていた一同は霊的な勝利を得た。そして、秋山、柘植、小原が夜行で飯田に向かい、昼は静想会、夜は祈祷会を4日間に渡って続けた。その結果飯田でリバイバルが起こった。11月23日に一向は淀橋教会に戻り集会を続行した。関西方面を巡回していた中田重治は、すぐに戻り集会の指導をした。11月28日には聖別会が行われ、11月30日の日曜日の礼拝ではペンテコステの日のような状況になった。その、雰囲気は、翌年になり、さらにエスカレートした。
1920年3月26日-30日に東京聖書学院で、秋山由五郎、御牧碩太郎、中田重治が発起人になって日本全国リバイバル集会が持たれ、バックストンの門下のグループと自由メソジストなどが協賛した、超教派の大会になった。その後、関西と中京と北海道、九州でリバイバル大会が行われた。このリバイバル運動の結果ホーリネス教会は急激に成長した。10年後には、1500名足らずの教会員が1万人を超える教派にまで成長することになる。

## 昭和のリバイバル

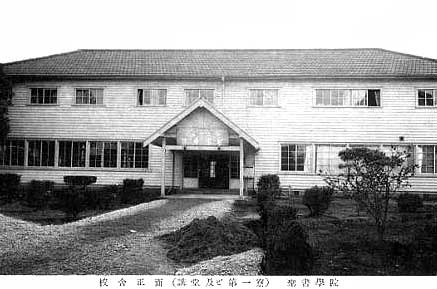
昭和期のリバイバルが起こった柏木の聖書学院、1904年頃

大正のリバイバル以降、リバイバル的な集会は盛んに行われていた。本当のリバイバルは携挙にいたるリバイバルであると頻繁に語られるようになった。聖書学院の学生70人が、祈祷会のためにカウマン・ホールに集まって聖霊の火を求めて祈っている時に、突然学生達が叫び踊りまわり、賛美の叫びと歌で充満した。これが、リバイバルの始まりである。この賛美と祈りは翌日も続き、学院全体がリバイバルの熱気に包まれた。満州に旅行中であった中田重治も電報で呼び戻され、指導にあたった。学院の教師と学生を通して、都内のホーリネス教会に広まり、全国のホーリネス教会に広がっていった。10月22日-26日には御牧碩太郎、中田重治、土山鉄次が大会委員となって「全国リバイバル大会」が開催された。大会の標語は「霊政復古」「聖霊の云える如くせよ。」が掲げられた。この集会には、ホーリネスだけではなく、日本自由メソヂスト教団、日本ナザレン教会、日本伝道隊などの教職と神学生も多数出席して、超教派のリバイバル大会になった。この大会では個人の内面の罪を告白して祈るということが強調された。大会の賛同者を中心に「再臨準備リバイバル同盟」といった組織が設立された。

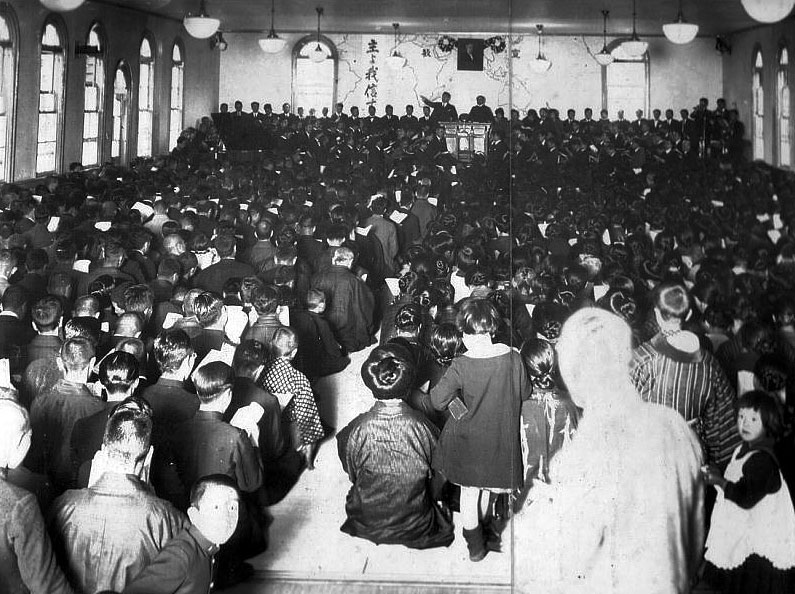
ホーリネスリバイバル大会(1928年)

1931年秋のリバイバル大会の標語は「我黎明を呼びさまさん」であった。海外からも多くの教職、信徒が参加した。主の再臨がそれまでになく強調された。1933年まで、このようなリバイバル精神が高揚していくなかで、再臨待望の熱気がエスカレートして行った。ホーリネス教会は急成長して、1930年には、4300名の受洗者があり、1932年には434教会、19523名の信徒を擁する団体に、数年で２倍以上に成長した。
しかし、リバイバルが進展していくなかで、幹部からも離脱者が現れる。中田羽後、ついで、1932年3月には金森通倫が脱会する。また1932年6月頃から、脱線も始まった。再臨待望の熱心のあまり、聖書学院の寮の中で神学書を焼いたり、冬物衣類を焼き捨てるという行き過ぎが見られた。これは、寮の指導をしていた中田あやめ婦人の影響だといわれる。
1930年5月19日、新宿柏木の聖書学院で昭和のリバイバルが起った。5月19日午後7時半に、時聖書学院の男子学生60人と女子学生50人が定期的な祈祷会で、一宮政吉の司会の下に、集まって聖霊の火を求めて祈っていた、突然学生達が叫び踊りまわり、賛美の叫びと歌で充満した。これが、リバイバルの始まりである。翌日の早天祈祷会でも熱烈な祈りが捧げられた。朝食の後で、中田あやめ婦人の聖言が取り次がれて、祈りに移った瞬間、激しいリバイバルが起こった。このようにして学院全体がリバイバルの熱気に包まれた。満州に旅行中であった中田重治も電報で呼び戻され、指導にあたった。学院の教師と学生を通して、都内の約40のホーリネス教会に広まり、全国のホーリネス教会に広がっていった。6月以降、全国でリバイバル聖会が持たれた。

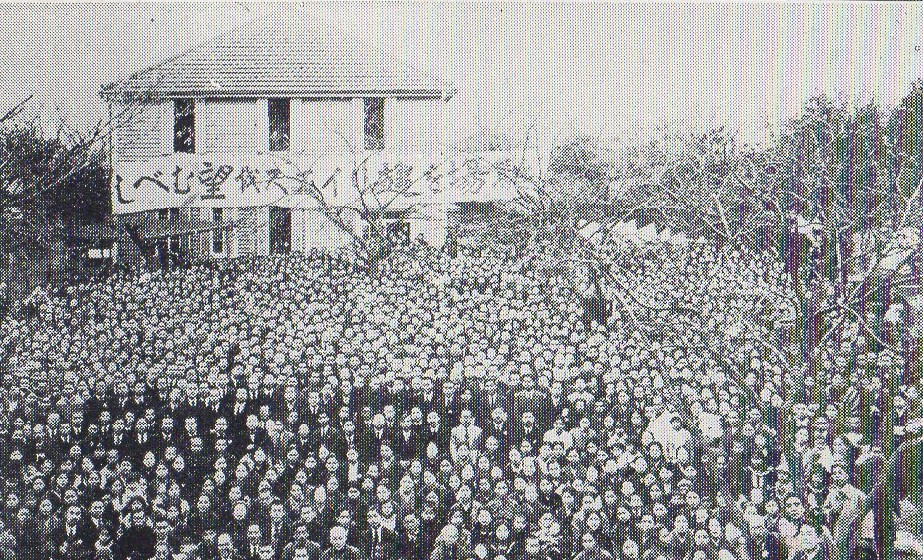
日本ホーリネス教会のリバイバル集会(1932年)

1930年10月、「全国リバイバル大会」が開催された。大会の標語は「聖霊の言える如くせよ。」であった。この集会には、ホーリネスだけではなく、日本自由メソヂスト教団、日本ナザレン教会、日本伝道隊などの教職と神学生も多数出席して、超教派のリバイバル大会になった。 1931年秋にもリバイバル大会が開催された。海外からも多くの教職、信徒が参加した。主の再臨がそれまでになく強調された。1933年まで、このようなリバイバル精神が高揚していくなかで、再臨待望の熱気がエスカレートして行った。ホーリネス教会は急成長して、1930年には、4300名の受洗者があり、1932年には434教会、19523名の信徒を擁する団体に、数年で2倍以上に成長した。 しかし、リバイバルが進展していくなかで、1932年ころから、様々なリバイバル運動に付随した出来事が起こってきた。
このリバイバルは中田たちによって再臨を待望した「最後のリバイバル」と位置づけられた。しかし、祈りの中から主の再臨が示されて、教団はそのことも熱心に待望するように導かれた。キリスト教の歴史上繰り返されたリバイバルと同様に、時として様々な問題も人間の弱さから起こってきたが、誰彼の責任に帰するものでは決してない。中田重治師自身がリバイバルには、当然サタンも介入してくるとの警告を口にしていた。日本のリバイバルとともに、千年王国の中心的な役割を果たすであろうイスラエルの救いを祈り求めはじめたのも特徴である。修養生寮の指導をしていた中田あやめ婦人の影響だとも思われる。リバイバル当時の中田監督と五教授派との救済論の意見の相違はあって和協分離とはなったが、互いの主張により当時は分離し、日本基督教団の第六部・第九部に統合されたかが、戦後はそれぞれ併せて１０以上の教団となった。かつてはお互いに背を向けていた、中田監督の弟子達は今は、日本福音連盟、日本聖化交友会などに収束されて親密な交わりをしている。また、日本のキリスト教界でも一定の勢力となるほどに成長している。